# Hermann Kusmanek von Burgneustädten
Hermann Kusmanek von Burgneustädten, född 16 september 1860 i Hermannstadt, Transsylvanien, Kejsardömet Österrike, (numera Rumänien), död 7 augusti 1937 i Wien, var en österrikisk militär.
Kusmanek von Burgneustädten blev fältmarskalklöjtnant 1910, chef för 28:e infanteridivisionen samma år och var vid första världskrigets 1914 kommendant i fästningen Przemyśl, vilken han försvarade med stor energi och skicklighet mot ryssarna under båda belägringarna, men tvingades på grund av livsmedelsbrist uppge fästningen den 22 mars 1915.
Kusmanek von Burgneustädten, som i november 1914 blivit general av infanteriet, fördes som krigsfånge till Ryssland, återkom därifrån i februari 1918 och utnämndes då till generalöverste. Han tog avsked i december samma år.